# Morgana film
La Morgana film è stata una casa di produzione cinematografica fondata da Roberto Danesi e Nino Martoglio a Roma nel gennaio 1914, che restò attiva per poco più di un anno. Nel corso della sua breve esistenza produsse soltanto tre film, tutti diretti da Nino Martoglio, ma considerati molto importanti per la storia del cinema italiano.

## Storia
La società "Morgana Film Edizioni D'Arte", comunemente conosciuta come "Morgana Film", fu fondata a Roma nel gennaio 1914 per iniziativa dell'imprenditore Clemente Levi (titolare della "Società per le Imprese Cinematografiche" che portava il suo nome, attiva nel campo dell'esercizio). Alfredo Capece Minutolo di Bugnano venne nominato Presidente della neonata società mentre Levi ne assunse la direzione generale.
La costituzione della nuova azienda si inseriva in un periodo di straordinario fulgore della cinematografia italiana che negli anni antecedenti lo scoppio della guerra stava vivendo un ruolo di prima grandezza a livello internazionale. Ciò garantiva consistenti introiti dalle esportazioni di pellicole italiane, pari ad oltre 40 milioni di lire oro, per cui molti imprenditori intendevano inserirsi e trarre vantaggio da tale sviluppo, dando luogo al nascere di un gran numero di società e sigle, spesso effimere. È lo stesso Levi ad annunciare sulla stampa dell'epoca i programmi della nuova azienda, che vuole caratterizzarsi per una produzione di qualità: «La "Morgana Film" vuole inscenare solo soggetti dei maggiori autori, con artisti di primissimo piano (ed) astenersi da qualsiasi volgarità, soprattutto quelle di cui sono infarciti certi film chilometrici».

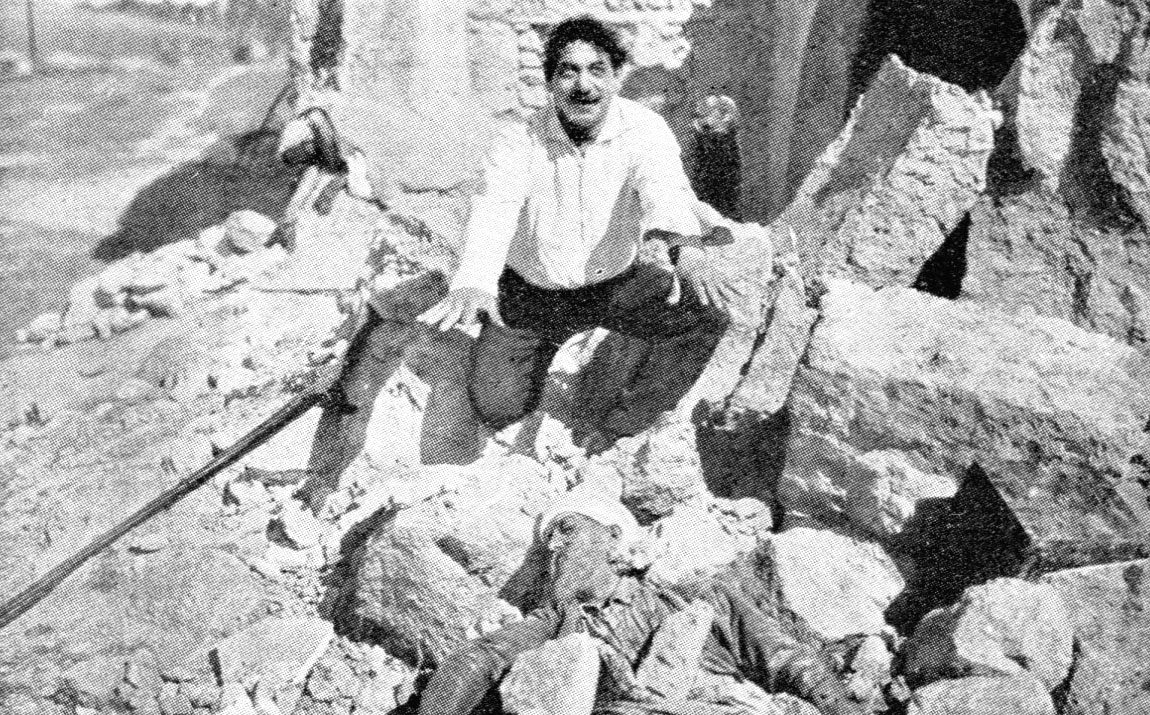
Giovanni Grasso in Capitan Blanco. Tratto a U paliu, fu il primo film prodotto dalla "Morgana"

Poco dopo gli amministratori della "Morgana" chiamano alla direzione artistica dell'azienda il catanese Nino Martoglio che, dopo anni di attività teatrale e nonostante avesse dato giudizi molto negativi sul cinema, accusato di fare una «concorrenza dannosissima» al teatro, aveva iniziato ad avvicinarvisi nel 1913, collaborando come soggettista con la romana "Cines". Nell'incertezza che caratterizza le attribuzioni dell'epoca, gli storici del cinema concordano che per la stessa azienda egli abbia anche avuto un ruolo di regista, dirigendo Il romanzo, film in cui recitano Pina Menichelli e, in un'inusuale veste di attore, il futuro prolifico regista Carmine Gallone assieme a sua moglie Soava.
Appena insediato nell'incarico, Martoglio, perseguendo i fini di alta qualità annunciati dall'azienda, stabilisce contatti con importanti letterati, soprattutto siciliani, come Pirandello o Verga, con i quali aveva dimestichezza per il teatro, per proporre loro di collaborare alla stesura di soggetti per la neonata società. Pirandello dichiara la sua disponibilità con lettere del 5 e 10 febbraio 1914, mentre, per quanto riguarda Verga, è proprio in una lettera allo scrittore catanese che Martoglio precisa l'estraneità della "Morgana" romana rispetto ad una società, soltanto omonima, esistente a Catania nel quartiere Cibali.
Inoltre convince Giovanni Grasso, che lui stesso aveva scoperto e lanciato nei primi anni del secolo, a rientrare nel cinema, dopo che, a seguito di alcune negative esperienze con la "Cines" nel 1912, l'attore siciliano aveva rifiutato proposte anche economicamente allettanti provenienti dall'estero. Grasso firma quindi con la "Morgana" un contratto per la partecipazione a 5 films dietro un compenso, per l'epoca rilevante, di 100.000 lire e questo accordo, ampiamente pubblicizzato sulla stampa dell'epoca, provocherà anche una causa legale per concorrenza sleale con un'altra casa di produzione, la "Vera Film", che aveva scritturato un omonimo Giovanni Grasso. Poiché la nuova azienda non dispone di propri teatri di posa, si appoggia a quelli della filiale romana della torinese "Savoia Film", diretti da Roberto Danesi ed ubicati in via Fausta. Assieme a Grasso arrivano alla "Morgana" altri attori del teatro siciliano come Virginia Balistreri e Totò Maiorana.

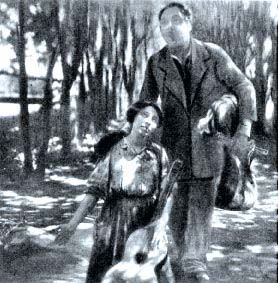
Virginia Balistreri e Giovanni Grasso in una scena di Sperduti nel buio, secondo film della "Morgana"

Mentre sono in corso i contatti con gli importanti letterati, è lo stesso Martoglio a mettere a disposizione della "Morgana" un proprio testo teatrale per la prima produzione dell'azienda romana. Si tratta di un'opera che era stata rappresentata dapprima come Il Capitano Blanco (Livorno, 4 ottobre 1906) e poi come U Paliu (Roma, 11 novembre 1906). Questo primo film assume il titolo di  Capitan Blanco e per girarne gli esterni Martoglio e Danesi si recano in Tripolitania, da solo due anni diventata italiana a seguito della Guerra italo-turca, realizzando così il primo film a soggetto nella nuova colonia non ancora "pacificata", tanto che la troupe dovette usufruire di una scorta durante la lavorazione. Capitan Blanco, la cui regia è attribuita a Martoglio e, per alcuni, anche a Danesi, esce a maggio, suscitando commenti contrastanti.
Martoglio, sempre alla ricerca di apporti da parte d'importanti letterati, convince Roberto Bracco, che ancora l'anno precedente, di fronte a una domanda postagli dal quotidiano fiorentino Il nuovo Giornale, aveva sdegnosamente risposto «non ho mai lavorato per il cinema e non ne ho l'intenzione», a cedere alla "Morgana" i diritti per la trasposizione cinematografica del suo dramma del 1901 Sperduti nel buio, da cui fu tratto l'omonimo film, il secondo della "Morgana", con esterni girati a Napoli. Durante la realizzazione del film, il "set" della "Morgana" venne visitato da Giovanni Rosadi, a quel tempo Sottosegretario alla Pubblica istruzione, a cui fu donata una copia della pellicola, che poi negli anni 1943 - 45 fu al centro di una complessa vicenda di sequestro da parte delle forze tedesche che occupavano Roma e di smarrimento della stessa.
Sperduti nel buio (anche per questo film vi è chi attribuisce a Danesi la co-regia assieme a Martoglio) fu distribuito nel settembre 1914 e suscitò anch'esso commenti contrastanti. Un mese dopo la "Morgana" presentò il suo terzo film Teresa Raquin, tratto dal romanzo di Émile Zola del 1867. Il film venne però distribuito a partire dal gennaio 1915. Nel frattempo nei programmi di Martoglio e della "Morgana" entrano altre ipotesi: la trasposizione cinematografica del dramma di Salvatore Di Giacomo Assunta Spina (che invece sarà realizzato, sempre nel 1915, dalla Bertini per la "Caesar Film"), quella di un Otello e Desdemona, e la riduzione di un testo scritto da Pirandello, I due eroi, rimasta inattuata

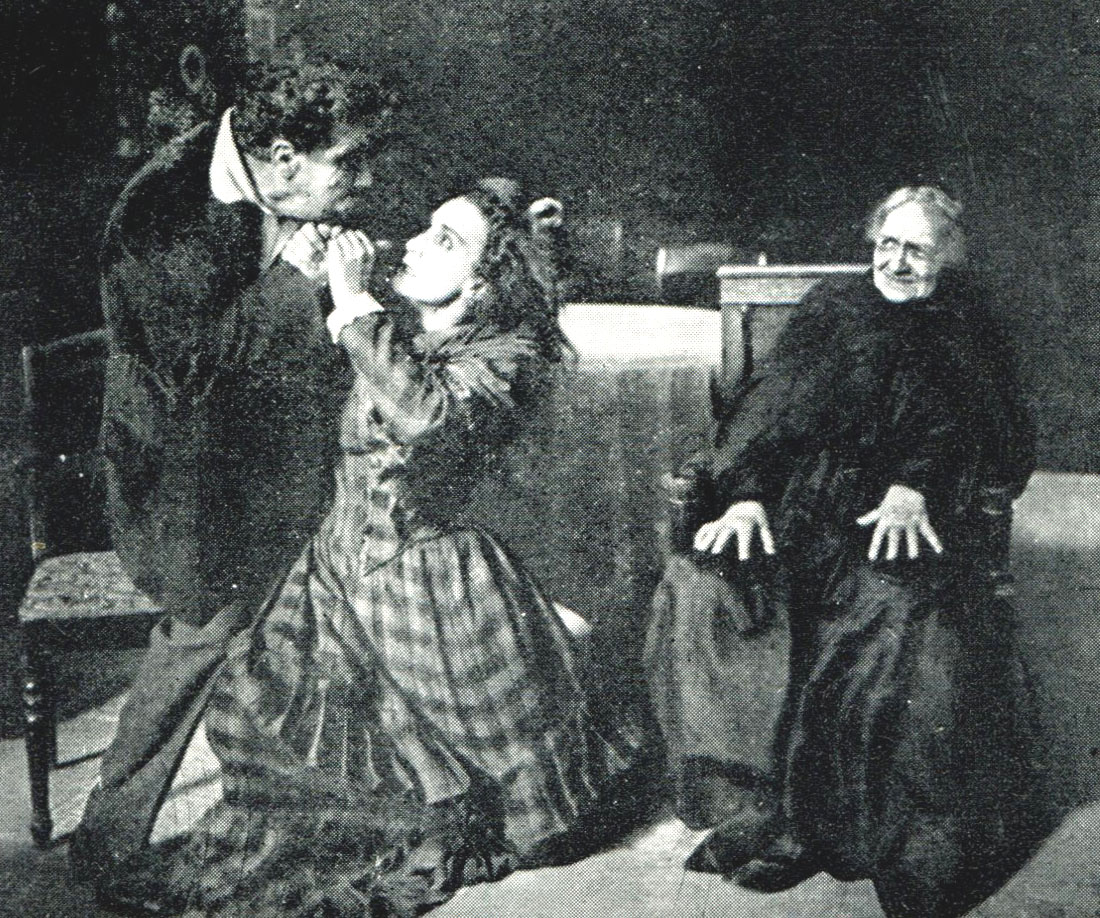
Dillo Lombardi, Maria Carmi e Giacinta Pezzana in una scena di Teresa Raquin terzo ed ultimo film della "Morgana"

Invece, nello stesso 1915 la "Morgana Film" cessa l'attività produttiva, benché continuino a comparire saltuariamente pagine promozionali dei suoi film. Sui motivi di questa improvvisa e definitiva chiusura le fonti divergono: secondo Brunetta, essa fu causata dal richiamo alle armi di Roberto Danesi al momento della entrata in guerra italiana e dalla sua morte al fronte, mentre Zappulla riporta una lettera del figlio di Danesi con cui afferma che suo padre morì a Roma nell'ottobre del 1914 per malattia, a soli 33 anni. D'altra parte su alcuni periodici comparve la notizia del fallimento, senza ulteriori commenti,  dell'azienda "Roberto Danesi pellicole". Più recentemente lo storico del cinema muto italiano Aldo Bernardini sostiene che ad oggi manchino precise fonti d'epoca che spieghino i motivi di questa brusca interruzione.

## I giudizi sulla "Morgana Film"
Nonostante abbia prodotto soltanto tre film, nessuno dei quali è oggi reperibile e visibile, la "Morgana" viene spesso citata come una delle esperienze produttive più interessanti della storia della cinematografia italiana. I film prodotti sono stati giudicati, infatti, come «l'unico consapevole tentativo del cinema italiano degli anni dieci di uscire dall'agnosticismo tematico ed espressivo» e considerati quali opere in cui vi è la volontà di recepire nel cinema il "verismo" che, assieme al "dannunzianesimo", costituivano le correnti letterarie del tempo. In particolare Sperduti nel buio, divenne l'oggetto, soprattutto nel secondo dopoguerra (quando il film era ormai perduto), di una discussione tra chi lo considerava un lontano precursore della corrente neorealista e quanti invece ritenevano arbitraria e forzata questa attribuzione.
Tuttavia, i commentatori, hanno rilevato come, al di là della sua breve vita societaria, il tentativo prodottosi alla "Morgana" di collegare letteratura e cinema, dando origine a film di natura realista, ebbe poco seguito. Infatti, da un lato «lo sviluppo della cinematografia italiano fu relativa al cinema storico ed in costume, dando origine ad un vero e proprio genere (mentre) il filone comico e quella verista non ebbero parte in questo breve successo», dall'altro «la guerra danneggiò l'esito commerciale dei film, che non ebbero distribuzione né a Londra, né a Parigi; dall'Italia ci si attendevano altre cose, non drammi realisti». Dopo l'esperienza della "Morgana film" Martoglio rientrerà in Sicilia e non avrà più rapporti con il cinema, mentre Grasso parteciperà soltanto ad altri 3 film.

## Filmografia
- Capitan Blanco, regia di Nino Martoglio e Roberto Danesi[15], (1914)
- Sperduti nel buio, regia di Nino Martoglio e Roberto Danesi[15], (1914)
- Teresa Raquin, regia di Nino Martoglio (1915)